# 中津城
中津城（日语：なかつじょう）是日本的一個城堡。位於九州地方大分縣中津市二之町。與福澤諭吉故居并為代表城下町中津觀光景點。因其輪廓似扇形，因而又有「扇城」的別名。與愛媛縣的今治城和香川縣的高松城并列為日本三大水城。在江戶時代大部分時期，該城是中津藩奧平家的居城。